# 張壽朋
張壽朋（？—？），字冲龢，號西江，江西南昌府南昌縣民籍，建昌府南城縣人，明朝政治人物。

## 生平
萬曆四年（1576年）丙子科江西鄉試第六十名，萬曆十一年（1583年）癸未科會試第四十八名，登二甲第三十三名進士。吏部觀政，次年授刑部主事，十五年京察降调，十六年降泰安州同知，十七年降一级，補萬全都司断事，十九年升庐州府通判。所著有《深息窝集》。

## 家族
曾祖張昇，曾任禮部尚書 贈榮祿大夫太傅兼太子太傅 諡文僖；祖父張悊，曾任錦衣衛百戶；父張□，曾任儀賓。母榕溪鄉君。具庆下。從兄张林、张森。弟张大朋、张百朋。